# Economia (linguistica)
Il principio di economia è una delle principali teorie espresse dal linguista funzionalista André Martinet.
Secondo tale teoria, l'essere umano è spinto a minimizzare il sistema del linguaggio, ad ottenere quindi un "miglior risultato funzionale" con il "minore sforzo possibile".
Questa tendenza al minimo sforzo produrrà quindi una riduzione delle differenze nel sistema linguistico. Martinet spiega che i cambiamenti linguistici nel tempo avvengono attraverso il processo di ottimizzazione della lingua, per opera del parlante.
| Controllo di autorità | GND (DE) 4182528-7 |